# مالیه شادی
مالیه شادی (انگلیسی: Malyye Shady) یک شهرک در شهرستان میشکینسکی استان باشقیرستان کشور روسیه است.